# Lessolo
Lessolo est une commune de la ville métropolitaine de Turin, dans le Piémont, en Italie.

## Administration
| Période                                  | Période | Identité | Étiquette | Qualité |
| ---------------------------------------- | ------- | -------- | --------- | ------- |
|                                          |         |          |           |         |
| Les données manquantes sont à compléter. |         |          |           |         |

### Communes limitrophes
Brosso, Borgofranco d'Ivrea, Montalto Dora, Alice Superiore, Vico Canavese, Fiorano Canavese.